# 蓄電池電聯車

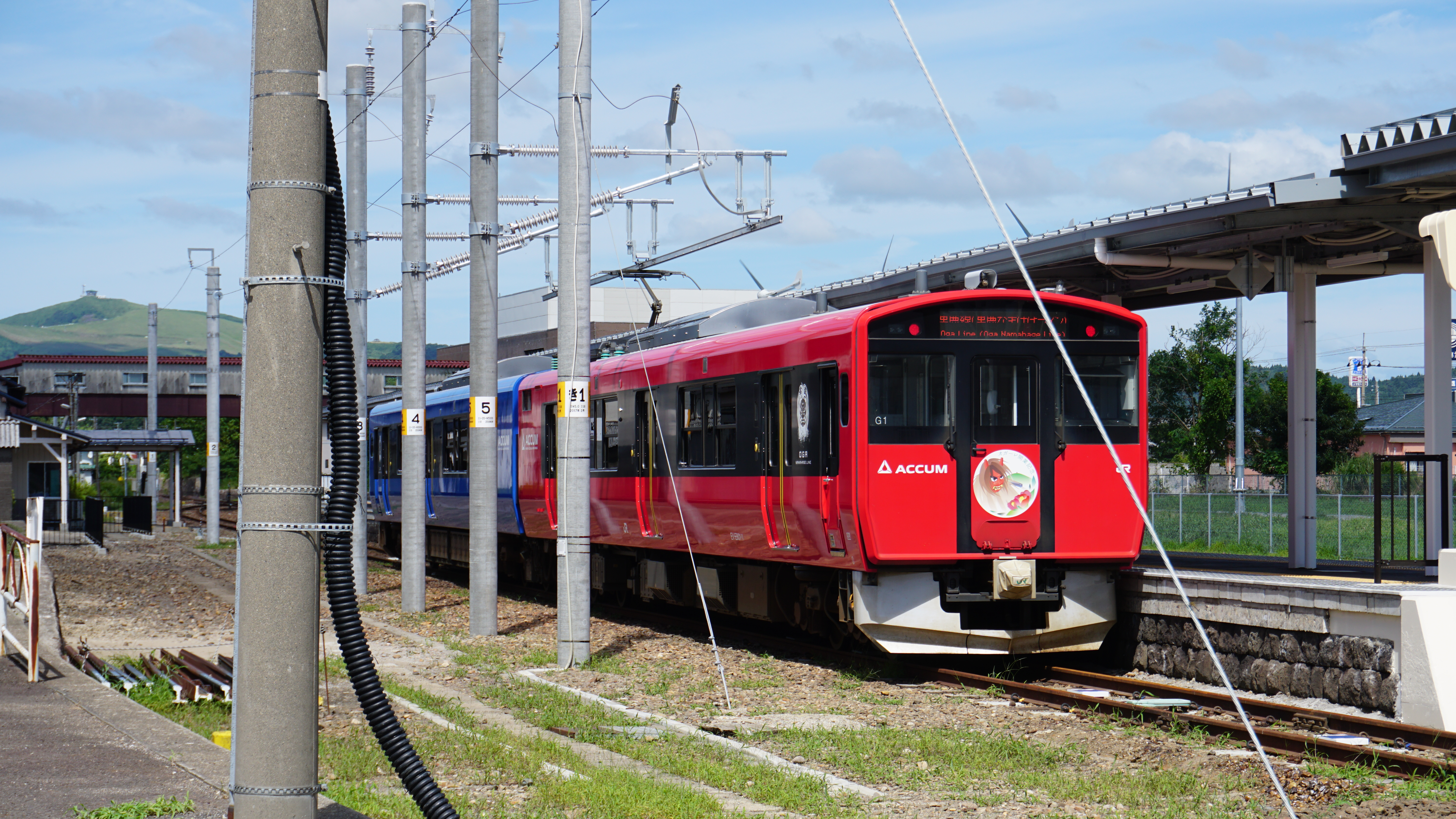
JR東日本的EV-E801系蓄電池電聯車，行駛於未電氣化的男鹿線，在終點男鹿車站升起集電弓充電

蓄電池電聯車是以蓄電池為能量來源，以此驅動牽引電動機運行的電聯車。
這種車輛的優勢是它們不需要燃燒煤或柴油，不會排放尾氣，也不需要行走的路段擁有如第三軌或高架電車線等昂貴的基礎建設。不過，蓄電池電聯車也有一些缺陷，就是電池的重量以及每次充滿電後的最長航程只有300至600公里。總括而言，蓄電池電聯車的購置費用和營運費用比柴油或汽油驅動的列車更昂貴，也需要在營運路線中興建一個或更多充電站，除非營運區間是電氣化路段和非電氣化路段混合。
早在1890年前后，比利时、法国、德国、意大利均曾进行过储能式电动客车（采用电池供电的电动客车）的实验。美国曾于1911年上线运营采用镍铁电池供电的储能式电动客车。新西兰铁路短编组动车组系列中的“爱迪生储能式电动客车”曾在1926年至1934年间的新西兰坎特伯雷区上线运营。爱尔兰的哈科特街铁路曾在1932年至1946年间使用由镍锌电池供电的储能式电力动车组。英国铁路于1958年投入使用的“英铁储能式电力动车组”使用铅酸蓄电池供电。
1955年至1995年间运行的“德铁ETA 150型电动客车”也使用铅酸蓄电池供电。该型电动客车最初由西德的德国联邦铁路运营，两德合并后由德国铁路运营。
也有部分储能式電聯車同时安装有受电弓或集电靴，其在电气化路段使用架空电缆或带电轨道供电并同时为电池充电，在非电气化路段使用内置电池供电。